# Malý Pyšný štít
Le Malý Pyšný štít est un sommet de la Slovaquie et de la chaîne des Hautes Tatras qui appartient aux montagnes des Carpates occidentales. Il culmine à 2 590 mètres d'altitude.

## Première ascension
La première ascension connue date de 1901 et fut réalisée par Gyula Dőri.